# Boy Crazy
«Boy Crazy» es una canción de la cantautora estadounidense Kesha. Fue lanzada el 16 de mayo de 2025 por su sello discográfico homónimo como el cuarto sencillo de su sexto álbum de estudio, Period (2025). El sencillo fue escrito y producido por Kesha, con créditos adicionales de composición para Madison Love y producción de Zhone. Un video musical dirigido por ella, Brent Loudermilk y Zain Curtisse se publicó el 17 de junio. Una versión del sencillo en colaboración de la cantante británica Jade se lanzó el 8 de julio.

## Antecedentes
El título de «Boy Crazy» se insinuó por primera vez tras revelarse que era uno de los nombres de los personajes del video musical de «Joyride». El título de la canción se volvió a insinuar durante las presentaciones de la gira House of Kesha, donde varios bailarines lucieron tops cortos con los títulos de algunas canciones de Period (2025). La canción se insinuó por primera vez en octubre de 2024, cuando se interpretó en un evento benéfico organizado por Kesha y Pebe Sebert. Kesha volvió a interpretarla en un concierto en el Boiler Room de Miami, Florida, el 3 de abril de 2025. La fecha de lanzamiento del sencillo se anunció oficialmente en redes sociales el 12 de mayo de 2025 y se lanzó el 16 de mayo de 2025.

## Composición
«Boy Crazy» es un himno hyperpop «emocionante», «contundente» y «de alta energía» en el que Kesha canta sobre «querer coleccionar parejas románticas de todo el mundo» desde la perspectiva de una «femme fatale cachonda» y «de corazón salvaje».

## Recepción
«Boy Crazy» recibió críticas positivas tras su lanzamiento. Tomas Mier, de Rolling Stone, la describió como un «himno festivo y lleno de energía».

## Lista de canciones
Descarga Digital y Streaming
1. "Boy Crazy" – 2:28
2. "Yippee-Ki-Yay" (con T-Pain) – 3:32
3. "Delusional" – 3:15
4. "Joyride" – 2:30

Descarga Digital y Streaming
1. "Boy Crazy" (Only Fire Smash Remix) – 3:02
2. "Boy Crazy" – 2:28

## Listas
| Listas (2025)                                       | Mejor posición |
| --------------------------------------------------- | -------------- |
| Estados Unidos Dance Digital Song Sales (Billboard) | 7              |
| Nueva Zelanda Hot Singles (RMNZ)                    | 38             |

## Historial de lanzamiento
| Regiones | Fecha              | Formatos                   | Versiones                   | Discográfica  | Ref. |
| -------- | ------------------ | -------------------------- | --------------------------- | ------------- | ---- |
| Varios   | 16 de mayo de 2025 | Descarga digital streaming | Original                    | Kesha Records |      |
| Varios   | 30 de mayo de 2025 | Descarga digital streaming | Remezcla de Only Fire Smash | Kesha Records |      |